# منطق التكرار
 'منطق التكرار'  يحدث في البوابة الرقمية شبكة تحتوي على الدوائر التي لا تؤثر على وظيفة المنطق ثابتة. وهناك عدة أسباب لوجود منطق التكرار.
النظر في المعادلة التالية:
{\displaystyle Y=AB+{\overline {A}}C+BC.}
على المدى المنتج الثالث <الرياضيات> BC </الرياضيات> هو زائدة عن الحاجة إجماع على المدى. إذا <الرياضيات> A </الرياضيات> مفاتيح 1-0 في حين <الرياضيات> B = 1 </الرياضيات> و <الرياضيات> C = 1 </الرياضيات>، <الرياضيات> Y </math> ويبقى 1. خلال انتقال إشارة <الرياضيات> A </الرياضيات> في البوابات المنطقية، سواء على المدى الأول والثاني قد يكون 0 حظات. الفترة الثالثة يمنع خلل منذ لا يتأثر قيمته من 1 في هذه الحالة عن طريق الانتقال من إشارة <الرياضيات> A </الرياضيات>.
وهناك سبب آخر لمنطق التكرار هو ما تمارسه تصميم الفقيرة التي تنجم عن غير قصد من حيث منطقيا بوفرة.
هذا يسبب زيادة لا داعي لها في تعقيد الشبكة، وربما يعيق القدرة على اختبار تصاميم
تصنيعها باستخدام طرق الاختبار التقليدية (واحد تمسك في نماذج خطأ) . (ملاحظة: قد يكون من الممكن الاختبار باستخدام IDDQ نماذج).

## إزالة منطق التكرار
هو، بشكل عام، وليس المطلوب منطق التكرار.
التكرار، بحكم التعريف، يتطلب أجزاء إضافية (في هذه الحالة: شروط منطقية)الذي يرفع تكلفة التنفيذ (إما التكلفة الفعلية للأجزاء المادية أوالوقت وحدة المعالجة المركزيةلمعالجة).
يمكن إزالتها منطق التكرار من قبل العديد من التقنيات المعروفة، مثل خريطة كارنوف ق، و كواين-مكلوسكي الخوارزمية، وطريقة الكمبيوتر ارشادي.

## إضافة منطق التكرار

A ك-خريطة تبين وظيفة المنطق معينة

في بعض الحالات قد يكون من المرغوب فيه إلى  إضافة  منطق التكرار. واحدة من تلك الحالات هو تجنب حالة تعارض ق حيث يبلغ حجم انتاجها يمكن أن تتقلب بسبب شروط مختلفة هي «سباق» لإيقاف وعلى. لتفسير هذا في أكثر ملموس في خريطة كارنوفإلى الحق ويبين min terms and max terms لالدالة التالية:
{\displaystyle f(A,B,C,D)=E(6,8,9,10,11,12,13,14).\ }
مربعات تمثل الحد AND / OR الشروط واللازمة لتنفيذ هذه المهمة:
{\displaystyle F=A{\overline {C}}+A{\overline {B}}+BC{\overline {D}}.}
على خريطة ك يظهر بصريا حيث تحدث حالة تعارضالصورة في التعبير من خلال وجود الحد الأدنى من الفجوات بين minterms أو الفجوات بين maxterms.على سبيل المثال، فإن الفجوة بين المستطيلات الزرقاء والخضراء.إذا كانت المدخلات <الرياضيات> ABCD = 1110 </الرياضيات> كان للتغيير إلى <الرياضيات> ABCD = 1010 </الرياضيات>ثم سباق سيحدث بين <الرياضيات> BC \ OVERLINE {D} </math> وتحول قبالة و<الرياضيات> A \ OVERLINE {B} </math> وإيقاف.
إذا تبديل المدى الأزرق قبالة قبل يتحول الأخضر على ثم فإن الناتج تتقلب وربما تسجل ك 0.
وثمة شرط آخر هو سباق بين الأزرق والأحمر للانتقال <الرياضيات> ABCD = 1110 </الرياضيات> إلى <الرياضيات> ABCD = 1100 </الرياضيات>.

Above k-map with the term added to avoid race hazards

تتم إزالة حالة تعارض بإضافة التكرار في المنطق، وهو ما يتعارض مع أهداف باستخدام ك-خريطة في المقام الأول.
وتغطي كلا من شروط السباق minterm بإضافة مصطلح الأصفر <الرياضيات> A \ OVERLINE {D} </math> و.
(وتغطي حالة تعارض maxterm بإضافة مصطلح الأخضر تحدها رمادي <الرياضيات> A + \ OVERLINE {D} </math> و).
في هذه الحالة، إضافة منطق التكرار قد استقر الإخراج إلى تجنب تقلبات الإنتاج لان حيث تتسابق بعضها البعض لتغيير الدولة.